# Cryptocarya resinosa
Cryptocarya resinosa är en lagerväxtart som beskrevs av André Joseph Guillaume Henri Kostermans. Cryptocarya resinosa ingår i släktet Cryptocarya och familjen lagerväxter. Inga underarter finns listade i Catalogue of Life.